# Rockstar North
A Rockstar North Limited (korábban DMA Design Limited) egy brit videojáték-fejlesztő vállalat, valamint a Rockstar Games stúdiója. A társaságot 1987-ben DMA Design-ként, Dundee-ben alapította David Jones, majd később a volt osztálytársait vette fel: Mike Dailly, Russel Kay és Steve Hammond. Korai éveiben a DMA Design-t a Psygnosis kiadója támogatta, elsősorban az Amiga, az Atari ST és a Commodore 64 játékokra összpontosítva. Ez idő alatt sikeres lövöldözőket hoztak létre, mint például a Menace, és a Blood Money, de hamarosan a Lemmings 1991-es kiadása után platformos játékokhoz fordult, ami nemzetközi siker volt, és több folytatást és spin-off-ot eredményezett. Miután az Nintendo számára kifejlesztették egyedileg, a DMA Design az egyik legnagyobb másodlagos fejlesztővé vált, ám ez a partnerség akkor fejeződött be, amikor a Nintendo elutasította a Body Harvest-et.
1997-ben a DMA kiadta a Grand Theft Auto-t, amely óriási siker volt; a játék sikeres sorozatot váltott ki. A társaságot hamarosan megvásárolta a Gremlin Interactive. A Grand Theft Auto 2 megjelenése után a Gremlint megszerezte az Infogrames. Az Infogrames akvizíció után a DMA Design eszközöket eladták a Take-Two Interactive számára. 2001-ben, a Grand Theft Auto III megjelenése után, a DMA Design-t végül Rockstar North-nak nevezték el, és a Rockstar Games címkéjévé vált. A váltás után a cég új címeken dolgozott, köztük a Manhunt -on is, támogatást nyújtott más Rockstar játékokhoz, például Red Dead Redemption és Max Payne 3, és folytatta a Grand Theft Auto sorozatot a Grand Theft Auto IV-vel (2008) és a Grand Theft Auto V-vel (2013). Mindkét játékot a legjobb videojátékoknak tekintik, és a Grand Theft Auto V a minden idők egyik legkeresettebb játékává vált. Leslie Benzies a stúdiót a Take-Two akvizíció óta, 2016-ig történő távozásáig vezette.

## Fordítás
Ez a szócikk részben vagy egészben  a   Rockstar North című angol Wikipédia-szócikk ezen változatának fordításán alapul.  Az eredeti cikk szerkesztőit annak laptörténete sorolja fel. Ez a jelzés csupán a megfogalmazás eredetét és a szerzői jogokat jelzi, nem szolgál a cikkben szereplő információk forrásmegjelöléseként.